# Margit Haider-Dechant
Margit Haider-Dechant (* 1952) ist eine österreichische Konzertpianistin, Musikwissenschaftlerin und Professorin.

## Werdegang
Haider-Dechant studierte Pädagogik und Klavier am Bruckner-Konservatorium in Linz, wobei sie durch ein Bösendorfer-Stipendium unterstützt wurde. Sie absolvierte außerdem ein Klavierstudium am Mozarteum in Salzburg und schloss dieses mit Diplom ab. Anschließend studierte sie bei Leonard Hokanson in Frankfurt/Main und Vitaly Margulis in Freiburg im Breisgau. 2009 erfolgte ihre Promotion zum Dr. phil. mit der Dissertation Joseph Woelfl-Werkverzeichnis.
Von 2005 bis zu ihrer Emeritierung im Jahr 2014 leitete Haider-Dechant als Professorin eine Konzertklasse für Klavier an der Anton Bruckner Privatuniversität Linz. Zudem wirkte sie von 2001 bis 2002 als Gastprofessorin an der Mahidol-Universität in Bangkok. Unter ihren Schülern finden sich Preisträger nationaler und internationaler Wettbewerbe.
Haider-Dechant konzertierte weltweit. Ihre Konzerte wurden zum Teil von Fernseh- und Rundfunkanstalten ausgestrahlt. Sie veröffentlichte außerdem zahlreiche Aufnahmen. Nach der Veröffentlichung der CD Wagner für Tasten wurde sie von Wolfgang Wagner zu einem Konzert in die Villa Wahnfried nach Bayreuth eingeladen.
Ihr Konzertrepertoire reicht vom musikalischen Barock bis zur Moderne. Besonderen Stellenwert haben für sie die Werke des 19. Jahrhunderts, u. a. Charles-Valentin Alkan, Erik Satie, Groupe des Six, Olivier Messiaen sowie Werke der österreichischen Moderne. Im Jahr 1990 spielte sie die erste öffentliche Aufführung des bis dahin als unspielbar geltenden Concert sans orchestre op. 39 von Alkan beim Festival Alkan 1990 in Paris.
Haider-Dechant ist Präsidentin der von ihr 2011 mitbegründeten Internationalen Joseph Woelfl Gesellschaft (IJWG) und Vorsitzende der 2015 gegründeten Joseph-Woelfl-Gesellschaft Bonn.
Sie ist mit Hermann Dechant verheiratet.

## Diskografie (Auswahl)
Klavier solo
- Österreichischer Komponistenbund. Platte 23 der Dokumentationsreihe. Darauf mit Margit Haider-Dechant: Toccata und Miniaturen für Klavier von Balduin Sulzer. (LP, Preiserrecords SPR 145)
- Balduin Sulzer: Notices for Piano. (LP, Preiserrecords SPR 218)
- Balduin Sulzer: Sonate rhapsodique. (Radio Oberösterreich)
- Wagner für Tasten (Richard-Wagner-Verband, ORF 1990)
- Mozarts Schüler (A.M. Classic International CI 20.007; 2006)
- Woelfl & Alkan. Zwei Giganten des Klaviers (A.M. Classic International  CI 20.013; 2017)

## Uraufführungen von Konzerten
- Balduin Sulzer: Konzert für Klavier und Bläseroktett. Ensemble Octogon, Margit Haider, Klavier, Oberösterreichische Stiftskonzerte 1993, Stift Kremsmünster
- Joel Diermaier (geb. 1964): „Per sonare“, Konglomerat für Blasinstrumente, Streicher und Klavier nach Alban Bergs Sonate op. 1., Festival für zeitgenössische Musik in Nischni Nowgorod, Russland, 2008. Mit dem Orchester der Musikhochschule „Glinka-Konservatorium“
- Arnold Schönberg: Konzert für Klavier und Orchester op. 42, Österreichische Erstaufführung im Arnold Schönberg Center Wien, 2008
- Ludwig van Beethoven: Uraufführung des nach Beethovens Skizzen von Nicholas Cook und Hermann Dechant rekonstruierten 1-sätzigen „Klavierkonzerts Nr. 6“, Bonn 2015[4][5]

## Auszeichnungen
- 1998: Ernennung zum Ehrenmitglied des Richard-Wagner-Verbandes Barcelona[2]
- 2000: Verleihung der Ehrenprofessur der Russischen Föderation[2]
- 2015: Verleihung des Goldenen Ehrenzeichens für Verdienste um die Republik Österreich[6]